# 베를린 불레탈역
베를린 불레탈역(Bahnhof Berlin Wuhletal)은 베를린 마르찬헬러스도르프구 헬러스도르프에 있는 베를린 S반과 U5의 역이다. 1989년 7월 1일에 개통했다. 전체 역사는 BVG 관할이며, S반과 U반이 동일 승강장에 정차하는 베를린의 유일한 역이다. 내선은 U반, 외선은 S반이 사용한다. S반과 U반이 방향별 섬식 승강장을 사용하는 곳은 독일에는 프랑크푸르트 암 마인의 콘스타블러바헤(Konstablerwache)역, 동일 승강장 환승이 가능한 곳은 뮌헨의 노이페를라흐 쥐트(Neuperlach Süd)역, 쾰른의 호어바일러(Chorweiler)역, 슈투트가르트 근교 라인펠덴(Leinfelden)역이다.

## 역사
계획 당시 역명은 카울스도르프베스트역(Kaulsdorf-West)이었다. 헬러스도르프 일대에 택지 지구를 개발하면서 1985년 시작된 E선의 헬러스도르프 방면 연장 당시에 건설되었고, 1989년 7월 1일 이 역에서 회노역까지 구간이 개통하면서 영업을 시작했다. 과거에 있었던 프로이센 동방철도와 VnK선의 교차점에 역이 건설되었으며, 이 역 서쪽으로 진입하는 U5 노선은 VnK선의 폐선된 구간을 재활용했다. 철도 부지 아래로 불레(Wuhle)천이 통과하며 보행자 통로 두 곳을 통해서 지상으로 연결된다. 역 남쪽으로 U반과 간선 철도 연결선이 있으며, 역 동쪽에서 본선의 열차선과 연결된다.
S반과 U반이 동시에 정차하는 역이기 때문에 S반 8량 편성 열차 길이에 맞춰서 160 m 승강장이 건설되었으며, 이에 따라 베를린 U반에서 가장 긴 승강장을 가지고 있다.
2013년까지는 S반에 점등식 행선 안내기를 사용했으며, 그 해에 전자식 행선 안내기로 교체되었다. U반에는 그보다 이전에 전자식 행선 안내기(DAISY)가 설치되어 있었다.
이 역 동쪽 출입구 근처에 대중교통과 환승을 위해서 설치된 무료 주차장이 있다.

## 승강장
아래 도표의 왼쪽이 북쪽, 오른쪽이 남쪽에 해당한다.
| 카울스도르프 ↑/카울스도르프노르트 ↑ |
| 1101 \| 0212 \|                     |
| ↓비스도르프 /↓엘스터베르다어 플라츠 |

| 11 | S5       | 동역 · 베스트크로이츠 방면                                                |  |
| 1  | U5       | 알렉산더플라츠 · 중앙역 방면                                              |  |
| 2  | U5       | 회노 방면                                                                 |  |
| 12 | S5       | 말스도르프 · 호페가르텐 · 슈트라우스베르크 · 슈트라우스베르크 노르트 방면 |  |
|    | 동방철도 | 열차선                                                                    |  |
|    |          | BVG/DB 연결선                                                             |  |

## 인접 철도역
베를린 버스 191, 291, N5, N69, N90, N91, N95번과 환승할 수 있다.
| 베를린 S반                        | 베를린 S반 | 베를린 S반                                |
| --------------------------------- | ---------- | ----------------------------------------- |
| 비스도르프 베스트크로이츠 방면    | S5         | 카울스도르프 슈트라우스베르크 노르트 방면 |
| 베를린 지하철 5호선               |            |                                           |
| 엘스터베르다어 플라츠 중앙역 방면 | U5         | 카울스도르프노르트 회노 방면              |

## 참고 문헌
- Wolfgang Kramer, Jürgen Meyer-Kronthaler (1998). 《Berlins S-Bahnhöfe. Ein dreiviertel Jahrhundert》. be.bra Verlag. ISBN 3-930863-25-1.
- Jürgen Meyer-Kronthaler (1996). 《Berlins U-Bahnhöfe. Die ersten hundert Jahre》. Berlin: be.bra Verlag. 308 f쪽. ISBN 3-930863-16-2.